# Podgrad, Ilirska Bistrica
Podgrád je naselje na Krasu na južnem delu Slovenije, na meji med Brkini in Čičarijo, na jugovzhodnem delu Podgrajskega podolja. Skozenj poteka magistralna cesta Reka–Trst.

## Kultura
V kraju sta župnijska cerkev sv. Cirila in Metoda in podružniška cerkev sv. Jakoba. V Podgradu se je leta 1909 rodil skladatelj Radovan Gobec, ki je napisal veliko število pesmi, med drugim tudi Lepo je v naši domovini biti mlad, Cigansko siroto, Siničjo tožbo in Predice. V času pusta tu zaživijo Škoromati.

## Geografske značilnosti
Sestavljata ga stari, gosteje pozidani del na pobočjih flišnate vzpetine Grmada (667 m) in apnenčaste vzpetine Stari grad (674 m), na kateri stojijo razvaline Novega gradu iz 13. stoletja, ter novejši, nižje ležeči del ob cesti Reka-Trst. V okolici so opuščeni pašniki in mlad mešan gozd, pod naseljem pa obsežna zakrasela suha dolina. Na severni strani se začenja flišni svet z več krajšimi ponikalnicami. Naselje leži na nadmorski višini 570 m in ima 630 prebivalcev. Zahodno od naselja stoji tovarna plastičnih mas Plama. Pokrajina nam postreže s pravim bogastvom kraških pojavov. Posebej zanimive so slepe doline, nanizane na stiku fliša in apnenca, kjer brkinski potoki izginejo s površja v kraško podzemlje. Morfološko ga je oblikovala reka, ki je v geološki preteklosti tekla po površju proti Tržaškemu zalivu.

## Zgodovina
Podgrad se je sprva imenoval Cerovje (Cerolach). Po odločitvi goriških grofov, da si v zameno za izgubljeni grad v bližini Golca zgradijo novega nad Cerovjami, je staro ime pričelo toniti v pozabo. Vas se je sčasoma preimenovala v Novigrad (Castelnuovo) oz. Podgrad, prebivalci pa v Podgrajce oz. Nograjce. Zadnji lastnik gradu je bil grof Monte Cuccolli. Do 1. svetovne vojne je bil Podgrad upravno in kulturno središče s sodiščem in davčno upravo. Prva omemba gradu, po katerem je vas dobila ime, sega v leto 1284. Na njegovem mestu danes samevajo le še razvaline mogočnega grajskega stolpa. Leta 1905 je vas dobila veličasten Narodni dom, v katerem je delovala hranilnica in posojilnica, zadruga, pevsko-tamburaško društvo Gorska vila ter celo hotel. Začetki šole v Podgradu segajo v leto 1873, ko so vaščani Podgrada, Račic in Sabonj kupili pomožno stavbo novega gradu (sodnija) za potrebe šole. Po drugi svetovni vojni je bila šola najprej štirirazredna, nato sedemrazredna in leta 1950 je bila poleg osnovne šole ustanovljena nižja gimnazija, ki je imela tudi internat. Leta 1958 se je šola preimenovala v osemrazredno osnovno šolo, ki jo obiskuje nad 200 učencev. Leta 1975 je bila izgrajena nova šola s telovadnico, ki je v letih 1978-1988 delovala kot celodnevna, v kateri pridno nabirajo znanje učenci Podgrada, Hrušice, Podbež, Sabonj, Račic, Staroda in Malih Loč. V sklopu nove šole je bil organiziran tudi vrtec. Od 16. maja 1980 dalje se šola imenuje po rojaku iz Hrušice Rudolfu Ukoviču, ki je bil kot vodja upora v Radgoni 27. maja 1918 ustreljen.

## Šport
Na športnem področju so prebivalci dejavni v nogometu, kjer že nekaj časa deluje nogometni klub Plama Podgrad. Nekaj let nazaj je bilo zgrajeno tudi nogometno igrišče. Leta 2006 pa je bilo zgrajeno tudi igrišče pokrito z umetno travo, ki ga je večinoma financirala UEFA.

## Zanimivosti
V Podgradu deluje tudi prostovoljno gasilsko društvo, ki je dejavno predvsem v poletnih mesecih, ko je narava bolj ogrožena s požari.